# ジョン・D・バロウ
ジョン・デイヴィッド・バロウ（John David Barrow FRS、1952年11月29日 - 2020年9月26日）は、イギリスの宇宙論者、理論物理学者、数学者であり、通俗科学の記事も書くサイエンスライターである。

## 若年期と教育
バロウは1952年11月29日にロンドンで生まれた。1964年にウェンブリーのバーハム小学校、1971年にイーリング男子グラマースクールを卒業し、1974年にダラム大学ヴァン・ミルダート・カレッジで数学と物理学の学士号を取得した。1977年にオックスフォード大学モードリン・カレッジでデニス・シアマの指導の下で天体物理学の博士号(DPhil)を取得した。

## キャリア
1977年から1981年までオックスフォード大学クライスト・チャーチの下級研究講師を務めた。また、カリフォルニア大学バークレー校のミラー研究所で天文学の博士研究員を2年間務めた。1981年にサセックス大学の教授兼天文学センター長に就任した。1999年にケンブリッジ大学の応用数学・理論物理学科教授に就任し、クレア・ホールのフェローとなった。グレシャム大学で、2003年から2007年まで天文学のグレシャム教授職を、2008年から2011年まで幾何学のグレシャム教授職を務めた。同大学において2つのグレシャム教授職を経験したのはバロウが唯一である。
500以上の学術論文を発表するほか、フランク・ティプラーとの共著"The Anthropic Cosmological Principle"では、インテリジェント・デザインや目的論などの思想の歴史について、および天体物理学について論考している。また、1983年の『宇宙はいかに創られたか』(The Left Hand of Creation)を始めとする通俗科学の本も多数執筆している。バロウの著書は、ポール・ディラック、アーサー・エディントンなどの偉大な物理学者の著作から多くの事実を集めるという形で、物理学の問題の現状を要約している。
現代宇宙論によって提起される哲学的問題に対するバロウのアプローチは、一般読者にも馴染みやすいものである。例えば、バロウはラッセルのパラドックスから派生した「グルーチョ・マルクス効果」を紹介した。ここで、グルーチョ・マルクスの「私を会員として受け入れるクラブには加盟したくない」という言葉を引用し、これを宇宙論の問題に当てはめて「理解できるほど単純な宇宙は、それを理解できる心を生み出すには単純すぎる」と述べた。
バロウはアマチュアの劇作家でもある。バロウが脚本を書いた"Infinities"は2002年にミラノで初演され、「イタリア演劇界のアカデミー賞」とも称されるユビュ賞を受賞した。

## 賞と栄誉
- 2003年 - 王立協会フェロー
- 2006年 - テンプルトン賞[8]
- 2008年 - マイケル・ファラデー賞
- 2009年 - ヨーロッパ学士院（英語版）フェロー
- 2015年 - ポール・ディラック賞
- 2016年 - 王立天文学会ゴールドメダル[9]

## バロウ・スケール
バロウは、ある文明が操作可能な「最小の」物に基づいて、その文明の技術水準と支配力を測定するバロウ・スケールを提唱した。これは、操作可能な「最大の」物に基づいて測定するカルダシェフ・スケールを補完するものである。
| タイプ | 説明                                                                   |
| ------ | ---------------------------------------------------------------------- |
| I      | 文明の助けがなくても利用できる、巨視的な構造の操作。                   |
| II     | 遺伝子と高分子の操作。                                                 |
| III    | 分子と分子結合の操作。                                                 |
| IV     | ナノテクノロジーと原子レベルの精密製造へのアクセス。個々の分子の操作。 |
| V      | ピコテクノロジーとフェムトテクノロジーへのアクセス。                   |
| VI     | アトテクノロジー以下へのアクセス。素粒子の操作。                       |
| Ω      | オメガ・マイナス・エンジニアリング。時空間の基本構造の操作。           |

## 私生活
バロウは合同改革派教会の信者である。その教えについて、バロウは「伝統的な神学的宇宙観」であると説明している。
2020年9月26日、大腸癌により67歳で死去した。

## 著書
日本語訳における訳書の名義は、「ジョン・D・バロウ」、「ジョン・バロウ」、「J.D.バロー」など、出版社ごとに異なる。
- The Left Hand of Creation: The Origin and Evolution of the Expanding Universe, Barrow J., and Joseph Silk, Oxford UP, 1983
  - 日本語訳: 『宇宙はいかに創られたか』林一 訳、岩波書店＜岩波現代新書＞、1985年4月 ISBN 4-00-007545-4（ジョセフ・シルク（英語版）との共著）
- Between Inner Space and Outer Space: Essays on the Science, Art, and Philosophy of the Origin of the Universe
  - 日本語訳: 『単純な法則に支配される宇宙が複雑な姿を見せるわけ』松浦俊輔 訳、青土社、2002年12月15日 ISBN 4-7917-6007-7
- Impossibility: Limits of Science and the Science of Limits.  ISBN 0-09-977211-6
  - 日本語訳: 『科学にわからないことがある理由 不可能の起源』松浦俊輔 訳、青土社、2000年5月15日 ISBN 4-7917-5810-2
- Material Content of the Universe
- Pi in the Sky: Counting, Thinking, and Being. Oxford University Press, 1992, ISBN 9780198539568
  - 日本語訳: 『天空のパイ 計算・思考・存在』林大 訳、みすず書房、2003年1月 ISBN 4-622-07018-9
- Science and Ultimate Reality: Quantum Theory, Cosmology and Complexity
- Barrow, John D.; Tipler, Frank J. (1986). The Anthropic Cosmological Principle (1st ed.). Oxford University Press. ISBN 978-0-19-282147-8. LCCN 87-28148[14]
- The Artful Universe: The Cosmic Source of Human Creativity. OUP, 1995, ISBN 978-0198539964. Expanded 2005, ISBN 019280569X
  - 日本語訳: 『宇宙のたくらみ』菅谷暁 訳、みすず書房、2003年9月 ISBN 4-622-07061-8
- The Book of Nothing: Vacuums, Voids, and the Latest Ideas about the Origins of the Universe, Pantheon, 2001, ISBN 0375420991
  - 日本語訳: 『無の本 ゼロ、真空、宇宙の起源』小野木明恵 訳、青土社、2013年10月 ISBN 978-4-7917-6736-6
- The Infinite Book: A Short Guide to the Boundless, Timeless and Endless, Pantheon Books, New York, 2005, ISBN 0375422277
  - 日本語訳: 『無限の話』松浦俊輔 訳、青土社、2006年3月 ISBN 4-7917-6258-4
- The Origin of the Universe: To the Edge of Space and Time
  - 日本語訳: 『宇宙が始まるとき』松田卓也 訳、草思社＜サイエンス・マスターズ 4＞、1996年2月 ISBN 4-7942-0684-4
- The Universe That Discovered Itself
  - 日本語訳: 『宇宙に法則はあるのか』松浦俊輔 訳、青土社、2004年6月24日 ISBN 4-7917-6124-3
- The Artful Universe Expanded 2005.
- The World Within the World
- Theories of Everything: The Quest for Ultimate Explanation
  - 日本語訳: 『万物理論―究極の説明を求めて』林一 訳、みすず書房、1999年12月 ISBN 4-622-03955-9
- The Constants of Nature: The Numbers that Encode the Deepest Secrets of the Universe. 2003, ISBN 0375422218
  - 日本語訳: 『宇宙の定数』松浦俊輔 訳、青土社、2005年3月8日 ISBN 4-7917-6168-5
- New Theories of Everything, 2007.[15] Pantheon,  ISBN 978-0192807212
- Cosmic Imagery: Key Images in the History of Science.  The Bodley Head, 2008, ISBN 978-0224075237
  - 日本語訳: 『美しい科学』桃井緑美子 訳、青土社、第1巻「コズミック・イメージ」ISBN 978-4-7917-6559-1、第2巻「サイエンス・イメージ」ISBN 978-4-7917-6560-7
- 100 Essential Things You Didn't Know You Didn't Know: Math Explains Your World. W. W. Norton, 2008, ISBN 0393070077
  - 日本語訳: 『数学でわかる100のこと いつも隣の列のほうが早く進むわけ』松浦俊輔・小野木明恵 訳、青土社、2009年7月 ISBN 978-4-7917-6489-1
- The Book of Universes: Exploring the Limits of the Cosmos. W. W. Norton, 2011, ISBN 0393081214
  - 日本語訳: 『宇宙論大全 相対性理論から、ビッグバン、インフレーション、マルチバースへ』林一・林大 訳、青土社、2013年10月 ISBN 978-4-7917-6731-1
- Mathletics: A Scientist Explains 100 Amazing Things About The World of Sports. W. W. Norton, 2012, ISBN 978-0393063417
- 100 Essential Things You Didn't Know You Didn't Know About Maths and the Arts. Bodley Head, 2014, ISBN 978-1847922311
  - 日本語訳: 『数学を使えばうまくいく アート、デザインから投資まで数学でわかる100のこと』松浦俊輔・小野木明恵 訳、青土社、2016年11月 ISBN 978-4-7917-6956-8

編集・監修:
- Water and Life: The Unique Properties of H2O.  (ed., with Ruth M. Lynden-Bell, Simon Conway Morris, John L. Finney, Charles Harper, Jr.) CRC Press, 2010. ISBN 1-4398-0356-0
- Fitness of the Cosmos for Life: Biochemistry and Fine-Tuning. (eds., with S. Conway Morris, S.J. Freeland, and C.L. Harper), Cambridge UP, 2007. ISBN 978-1-10740655-1
- Science and Ultimate Reality: Quantum Theory, Cosmology and Complexity, 90th Birthday Volume for John Archibald Wheeler, (ed., with P.C.W. Davies, & C. Harper), Cambridge UP, 2004. ISBN 0-521-83113-X
- The Physical Universe:  The Interface Between Cosmology, Astrophysics and Particle Physics, (ed., with A Henriques, M Lago, Malcolm Longair), Springer-Verlag, 1991. ISBN 978-3540542933